# Belén Aquino
Belén Aquino Moreira (Montevideo, Uruguay; 1 de febrero de 2002) es una futbolista uruguaya. Juega de delantera extremo o mediocampista interior derecha en SC Internacional de la Brasileirão Femenino. Es internacional absoluta con la selección de Uruguay.

## Trayectoria

### Inicios
En sus primeros pasos en el fútbol jugó con varones al baby fútbol en Belo Horizonte y luego en Independiente de Lezica hasta 2014, también jugó en la selección de la liga La Teja-Capurro.

### Colón
Desde la temporada 2014-15 comenzó su carrera en competiciones oficiales de AUF integrando el primer equipo de Colón. Debutó en el año 2015. Con 14 años disputó su primera Copa Libertadores.

### Progreso
Fue la primera futbolista por la que se pagó un pase en el fútbol uruguayo femenino, Club Atlético Progreso ofreció 2.000 dólares estadounidenses por su préstamo y fue fichada en marzo del 2019.

### Peñarol
En 2020 llega al aurinegro, donde compite en la Copa Libertadores y marca su primer gol en dicha copa ante Ferroviária. Fue elegida Mejor Jugadora del Campeonato Uruguayo 2021 por El Observador.

### Internacional
En enero de 2023 se confirma su pase a Inter de Porto Alegre, siendo su primera experiencia internacional.

## Selección nacional
En 2018 tuvo su primera convocatoria a la selección uruguaya. Tuvo paso por las categorías sub-17 y sub-20 (con la que disputó el Sudamericano sub-20 de 2020). Su debut con la selección absoluta fue el 9 de julio de 2022 ante Venezuela, ingresando a los 67 minutos por Ximena Velazco.

## Estadísticas

### Clubes
| Club             | País    | Año             |
| ---------------- | ------- | --------------- |
| Colón            | Uruguay | 2015 - 2019     |
| Progreso         | Uruguay | 2019 - 2020     |
| Peñarol          | Uruguay | 2020 - 2022     |
| SC Internacional | Brasil  | 2023 - presente |